# Stedocys uenorum
Stedocys uenorum är en spindelart som beskrevs av Ono 1995. Stedocys uenorum ingår i släktet Stedocys och familjen spottspindlar.
Artens utbredningsområde är Thailand. Inga underarter finns listade i Catalogue of Life.